# Rüfət Dadaşov
Rüfət Dadaşov (Baku, 29 settembre 1991) è un calciatore azero, attaccante della BFC Dynamo.

## Carriera

### Club
Ha giocato nell'Oberliga Südwest (in Germania) con il Gonsenheim e in Regionalliga Südwest con il Kaiserslautern II.

### Nazionale
Ha esordito in Nazionale azera il 1º febbraio 2013 nell'amichevole pareggiata per 0-0 contro l'Uzbekistan, prendendo successivamente parte a incontri validi per le qualificazioni ai Mondiali 2014.